# Mistrzostwa Ameryki Północnej U-17 w piłce nożnej kobiet
Mistrzostwa Ameryki Północnej U-17 w piłce nożnej kobiet (ang. CONCACAF Women's U-17 Championship) – turniej piłkarski w Ameryce Północnej organizowany co dwa lata przez CONCACAF (ang. Confederation of North, Central American and Caribbean Association Football) dla zrzeszonych reprezentacji krajowych kobiet do lat 17. Pełnią funkcję kwalifikacji do mistrzostw świata U–17 – do światowego czempionatu awansuje dwa najlepsze zespoły danej edycji turnieju Ameryki Północnej.

## Historia
Zapoczątkowany został w 2008 roku przez CONCACAF jako Mistrzostwa Ameryki Północnej U-17 w piłce nożnej kobiet. Najpierw w meczach eliminacyjnych zostały wyłonione 8 najlepszych drużyn, które awansowały do turnieju finałowego. Rozgrywki zostały rozegrane na stadionach Trynidadu i Tobago. W turnieju finałowym 2008 uczestniczyły reprezentacje Jamajki, Kanady, Kostaryki, Portoryka, Meksyku, Salwadoru, Stanów Zjednoczonych oraz Trynidadu i Tobago. Drużyny zostały podzielone na 2 grupy, a potem czwórka najlepszych zespołów systemem pucharowym wyłoniła mistrza. Pierwszy turniej wygrała reprezentacja Stanów Zjednoczonych.

## Finały
| 2008 Szczegóły | Trynidad i Tobago           | Stany Zjednoczone                   | 4:1                                 | Kostaryka                           | Kanada                              | 1:0                                 | Meksyk                              | 8 |
| 2010 Szczegóły | Kostaryka                   | Kanada                              | 1:0                                 | Meksyk                              | Stany Zjednoczone                   | 6:0                                 | Kostaryka                           | 8 |
| 2012 Szczegóły | Gwatemala                   | Stany Zjednoczone                   | 1:0                                 | Kanada                              | Meksyk                              | 6:0                                 | Panama                              | 8 |
| 2013 Szczegóły | Jamajka                     | Meksyk                              | 0:0 po dogr. karne 4:2              | Kanada                              | Stany Zjednoczone                   | 8:0                                 | Jamajka                             | 8 |
| 2016 Szczegóły | Grenada                     | Stany Zjednoczone                   | 2:1                                 | Meksyk                              | Kanada                              | 4:2                                 | Haiti                               | 8 |
| 2018 Szczegóły | Nikaragua Stany Zjednoczone | Stany Zjednoczone                   | 3:2                                 | Meksyk                              | Kanada                              | 2:1                                 | Haiti                               | 8 |
| 2020 Szczegóły | · Meksyk                    | Odwołane z powodu pandemii COVID-19 | Odwołane z powodu pandemii COVID-19 | Odwołane z powodu pandemii COVID-19 | Odwołane z powodu pandemii COVID-19 | Odwołane z powodu pandemii COVID-19 | Odwołane z powodu pandemii COVID-19 | - |
| 2022 Szczegóły | · Dominikana                | Stany Zjednoczone                   | 2:1                                 | Meksyk                              | Kanada                              | 3:0                                 | Portoryko                           | 8 |
| 2024 Szczegóły | · Meksyk                    | Stany Zjednoczone                   | 4:0                                 | Meksyk                              | Kanada                              | 4:1                                 | Haiti                               | 8 |

## Statystyki
| Lp. | Drużyna           | Mistrz | Wicemistrz | Lata triumfów                 |
| --- | ----------------- | ------ | ---------- | ----------------------------- |
| 1.  | Stany Zjednoczone | 5      | 0          | 2008, 2012, 2016, 2018*, 2022 |
| 2.  | Meksyk            | 1      | 5          | 2013                          |
| 3.  | Kanada            | 1      | 2          | 2010                          |
| 4.  | Kostaryka         | 0      | 1          |                               |

* = jako gospodarz.